# Gleboznawca

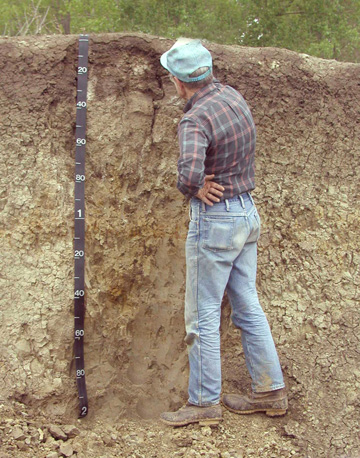
Gleboznawca podczas opisu profilu glebowego

Gleboznawca — osoba zajmująca się badaniem i opisem gleb. W celu poznania genezy, właściwości oraz przydatności dla rolnictwa gleb na określonym terenie gleboznawca prowadzi prace terenowe, laboratoryjne i kameralne. Uczestniczy również w pracach związanych z ochroną oraz racjonalnym zagospodarowaniem gleb.
Gleboznawca często pracuje zarówno w terenie przy odkrywce glebowej, w laboratorium przy analizach gleb, a także przy komputerze przy tworzeniu opracowań i dokumentacji. Do obowiązków gleboznawcy może należeć: 
- określenie genezy gleby i działających na nią czynników glebotwórczych;
- określenie rzędu, typu, podtypu, rodzaju i gatunku gleby;
- badanie chemicznych i fizycznych właściwości gleb;
- określenie stopnia zanieczyszczenia i degradacji gleb przez działalność człowieka;
- określenie potrzeb nawożenia i wapnowania gleb;
- ustalenie przydatności rolniczej gleby, określenie klas bonitacyjnych i kompleksów przydatności rolniczej;
- wykonywanie map glebowych, w tym map klasyfikacyjnych i glebowo-rolniczych;
- opracowanie projektu rekultywacji gleb na terenach zdegradowanych lub projektu ochrony i racjonalnego wykorzystania gleb na określonym obszarze;
- udział w zespole opracowującym plany zagospodarowania przestrzennego lub programy ochrony i zrównoważonego rozwoju obszarów wiejskich;
- działalność naukowa, dydaktyczna i popularyzatorska związana z gleboznawstwem[1].

By pracować jako gleboznawca należy skończyć studia wyższe na kierunku lub specjalizacji gleboznawstwo, możliwe też jest dokształcanie się w ramach studiów podyplomowych. Zatrudnienie można zdobyć na uczelni wyższej, co wiąże się z podążaniem drogą kariery naukowej, a także w różnych firmach lub instytucjach publicznych wymagających wykonywania ekspertyz gleboznawczych. 
Gleboznawca jest wymieniony jako zawód w Klasyfikacji zawodów i specjalności na potrzeby rynku pracy opublikowanej przez Ministerstwo Pracy i Polityki Społecznej, kod zawodu: 213202. Zawodem wymagającym podobnych kompetencji jest klasyfikator gruntów, kod zawodu: 213208.

Zakres pracy klasyfikatora gruntów jest węższy niż gleboznawcy i można go traktować jako swego rodzaju specjalizację w obrębie pracy gleboznawcy. Praca klasyfikatora gruntów jest ściśle związana z określeniem przydatności danej gleby dla rolnictwa i nadaniem jej klasy wynikającej z gleboznawczej klasyfikacji gruntów. Klasyfikator, zgodnie z prawem geodezyjnym i kartograficznym, we współpracy z przedstawicielami Służby Geodezyjnej i Kartograficznej, bierze udział w opracowaniu projektów (operatów) klasyfikacyjnych.